# Frans-Vlaams

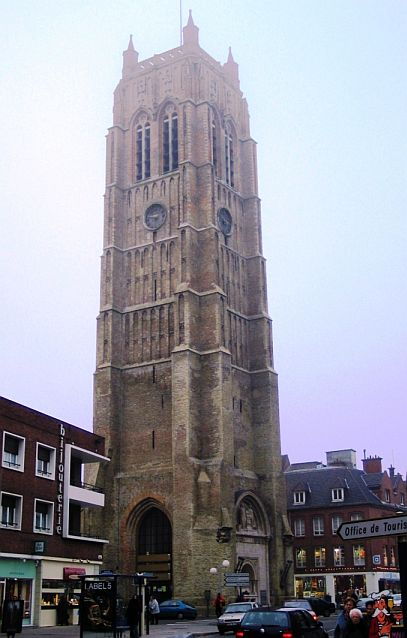
Het typisch Vlaamse Belfort in Duinkerke, departement du Nord

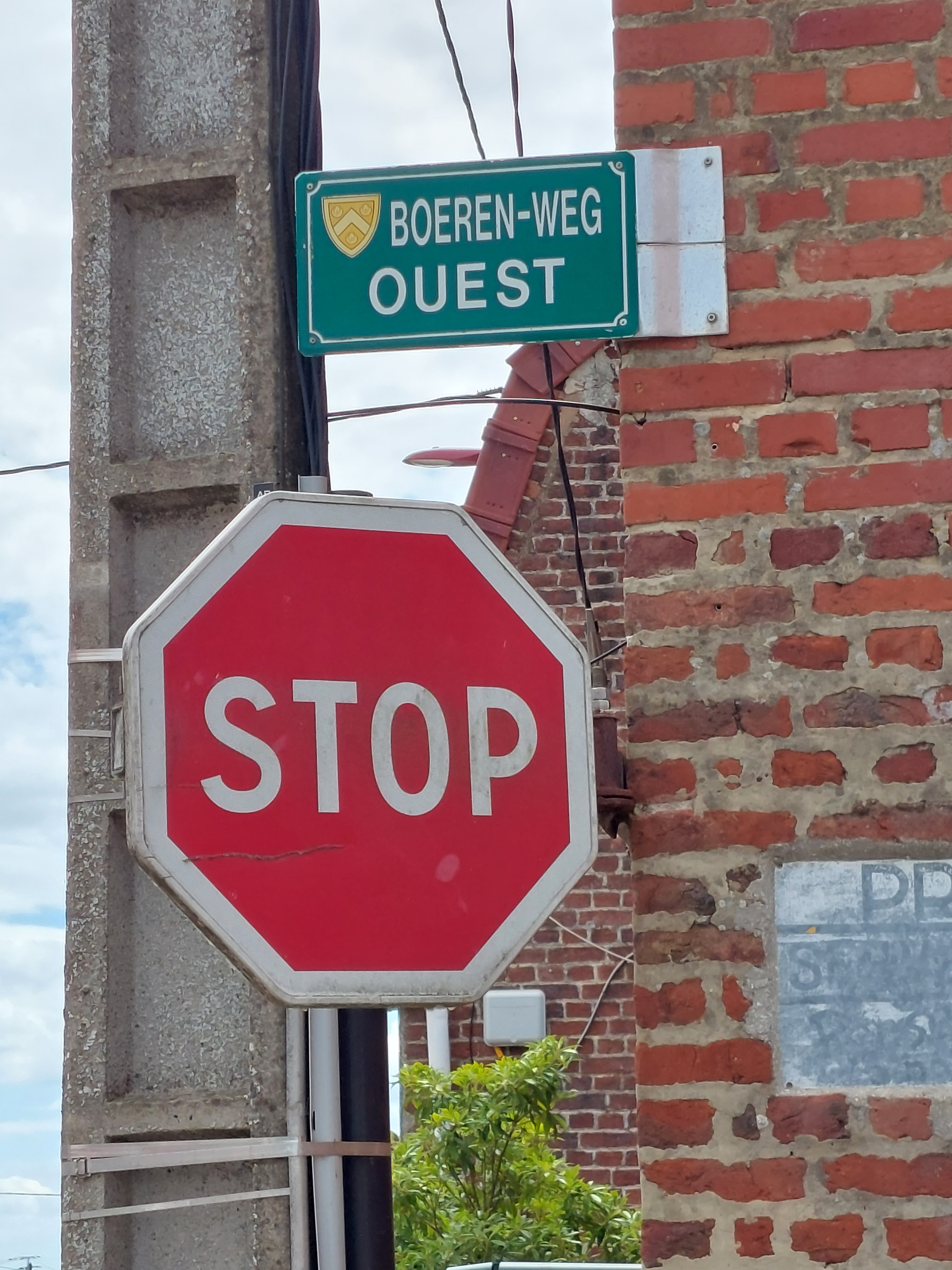
Resten van de taal zijn te vinden in vele straatnamen. Straatnaambord in Buysscheure, Boeren-weg Ouest.

Frans-Vlaams of Vlaemsch (vroeger soms ook Westhoek-Vlaams genoemd) is het West-Vlaamse dialect dat van oudsher wordt gesproken in een gebied in Noord-Frankrijk (de voormalige regio Nord-Pas-de-Calais), dat als Frans-Vlaanderen bekendstaat. Dit gebied loopt even ten oosten en zuiden van Duinkerke met een boog tot aan Hazebroek (Hazebrouck), en verder oostwaarts tot aan de Belgisch-Vlaamse grens. Het wordt in Belgisch-Vlaanderen aangeduid als de Franse Westhoek.
Slechts een klein en sterk slinkend deel van de plaatselijke bevolking gebruikt deze variëteit van het West-Vlaams als moedertaal. Wel heeft de Franse regering toegestaan dat in het Noorderdepartement het Standaardnederlands als vreemde taal onderwezen mag worden op de scholen, zoals dat ook met Duits en Engels het geval is. De authentieke en autochtone vorm van het Nederlands, het eigen Frans-Vlaemsch, verliest daarmee meer aan status. Sinds december 2021 echter is ook le flamand (het (West-)Vlaams) officieel erkend als streektaal door het Franse ministerie van Onderwijs.

## Frans Vlaanderen

Zuid-Vlaanderen met het vroegere Artesië in de departementen en arrondissementen in de voormalige regio Nord-Pas-de-Calais

Tezamen met een aansluitend deel van Noord-Frankrijk dat gedeeltelijk aan het Waals-Belgische Henegouwen grenst (la Flandre gallicante, inclusief Frans Henegouwen), wordt de Westhoek (la Flandre flamingante) door de Fransen in zijn geheel weer Flandre genoemd, inclusief het van oudsher geheel Franstalige Rijsel (Lille) als regionaal-'Vlaamse' metropool van Rijsels-Vlaanderen. Hoewel deze stad in de 19de eeuw veel werkzoekende Vlaamse arbeiders opnam, hebben zij zich nooit tot een eigen taalgemeenschap gevormd en is hun tweetaligheid van een tijdelijk karakter gebleven.
Anders dan in het verleden, wordt het historisch-culturele Vlaamse karakter van dit gebied in Frankrijk zelf wat meer geafficheerd, juist op het tijdstip waarop het Vlaams nagenoeg geheel uit deze streek is verdwenen.
Het ruimer genomen Frans-Vlaanderen (het departement du Nord met Duinkerke en Rijsel) plus Artesië, de regio tussen Calais en Arras, het huidige departement Pas-de-Calais, hoorde historisch bij de Nederlanden en wordt wel de Franse Nederlanden genoemd. Het aansluitende, nog wat zuidelijker en noordoostelijk van Normandië gelegen Picardië, de voormalige regio met als toenmalige hoofdstad Amiens, heeft zelfs ook nog, zij het voor kortere tijd, tot de Nederlanden gehoord, maar dit gebied wordt niet meer tot de Franse Nederlanden gerekend.

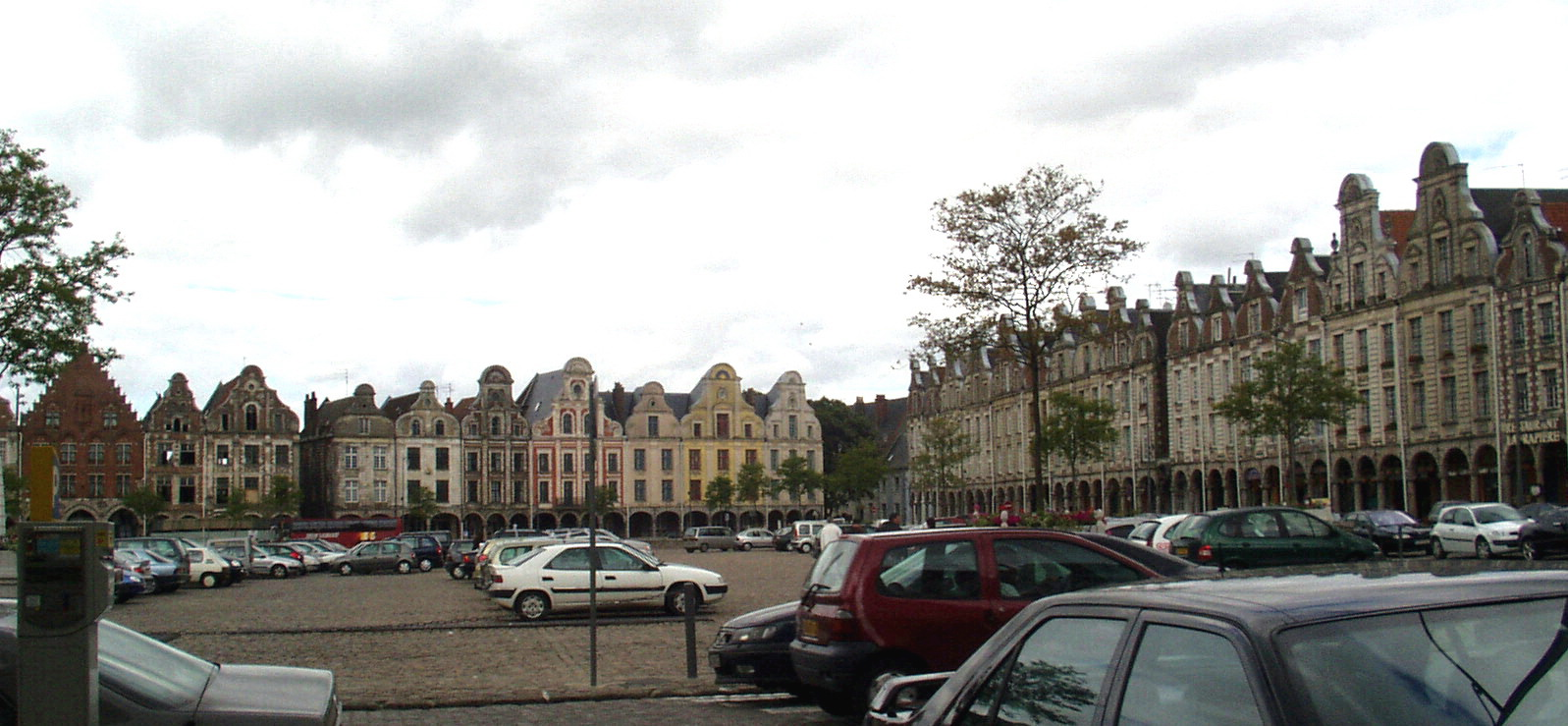
De typisch Vlaamse Grote Markt (Grand'Place) in Arras, departement Pas-de-Calais

## Historische taalgrenzen
In al deze gewesten, dus tot ver ten zuiden van Calais (oorspronkelijk: Kales), is in het verleden in meerdere of mindere mate Vlaams gesproken. Dit komt tot uiting in een plaatsnaam als Wissant, waarin het Vlaamse Witsant en Etaples waarin het Vlaamse Stapel is te herkennen. Het oorspronkelijk Vlaamse karakter is hier geheel uit de omgangstaal verdwenen op enkele substraatwoorden na.
De oudste taaldocumenten in het Oud- en Middelnederlands stammen juist uit dit gebied. Waarschijnlijk heeft de vroege bloei van de nabij gesproken Franse taal in haar Picardische variant ook die van het regionale Nederlands (Zuid-Vlaams/ West-Vlaams) gestimuleerd. Frans-Vlaams is alleen de authentieke variant van het West-Vlaams in het arrondissement Duinkerke van het Noorderdepartement (departement du Nord). Ze wordt nog maar door weinig Frans-Vlamingen gesproken. Vlak voor de Tweede Wereldoorlog is het toenmalige verspreidingsgebied vastgelegd door Willem Pée, die daartoe opnamen heeft gemaakt ten behoeve van de Reeks Nederlandse Dialectatlassen.

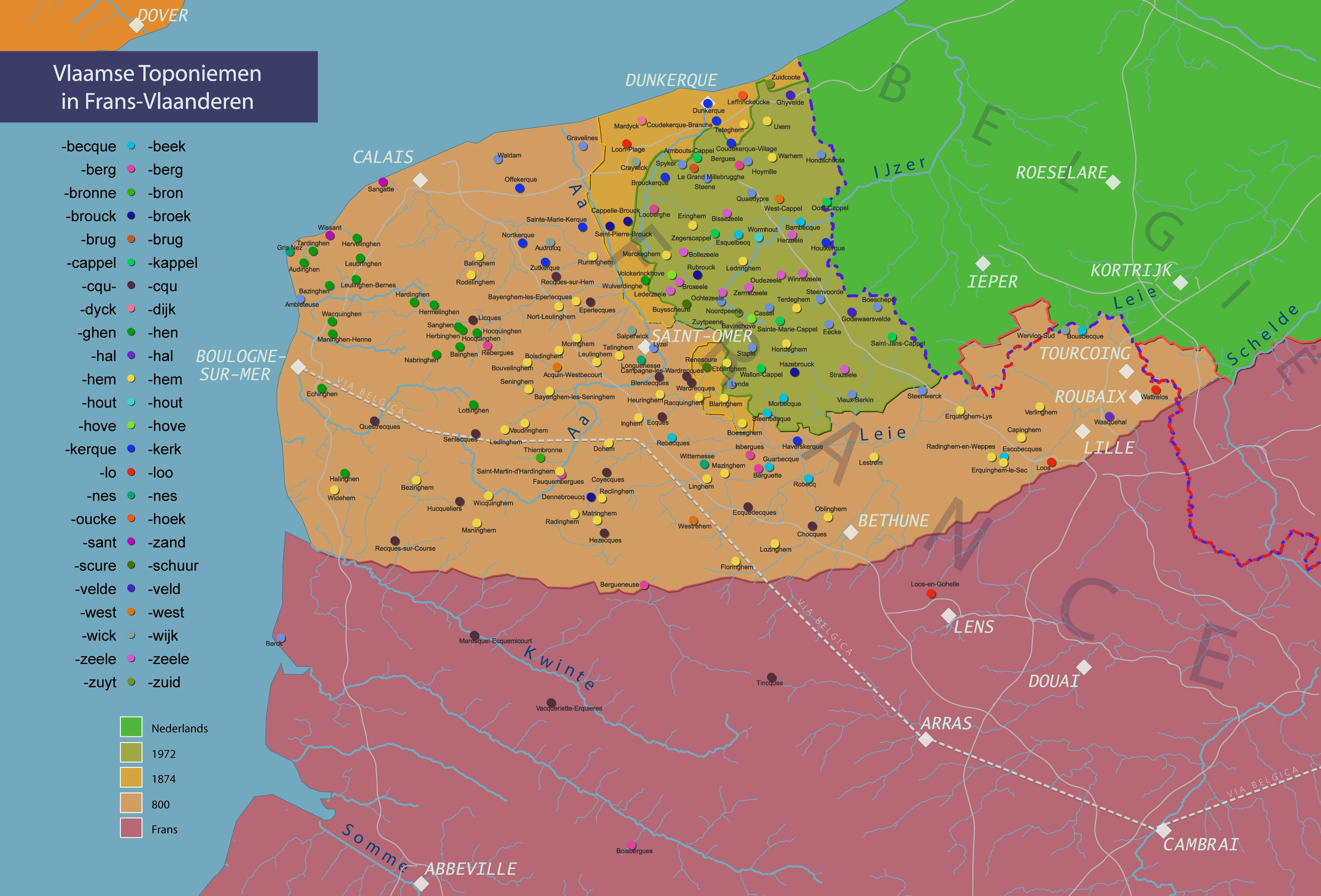
Vlaamse plaatsnamen en historische regressie van het Vlaams in Frankrijk

Op het nevenstaande kaartje is de taalgrens anno 1937 met een rode lijn weergegeven. Ze omsluit met een ruime boog een negentigtal dorpen en gehuchten in het grensgebied van Frankrijk en Belgisch-Vlaanderen, tussen Duinkerke, Sint-Omaars (Saint-Omer) en Belle (Bailleul). Het Frans-Vlaams is een Vlaams dialect dat is overgebleven in een aanzienlijk deel van de gehele oorspronkelijke Vlaamse Westhoek, die in de tweede helft van de zeventiende eeuw op de Zuidelijke Nederlanden werd veroverd en bij Frankrijk werd aangehecht.
Als reactie op de achteruitgang van het Frans-Vlaams spant een lokale vereniging, de Akademie voor Nuuze Vlaemsche Taele (ANVT) zich sinds 2004 in om het onderwijs van het Frans-Vlaams in de scholen en het gebruik door gemeenten in de regio in hun communicatie te bevorderen. Deze inspanning om het Frans-Vlaams te ondersteunen is in zekere zin een voortzetting van de activiteiten in de jaren zeventig en tachtig van de twintigste eeuw van de Frans-Vlaamse vereniging "Tegaere Toegaen" (Samen Vooruit). Zij voerde strijd om het authentieke Frans-Vlaams en niet het 'vreemde' Standaardnederlands te doceren. 
Als moedertaal is het Frans-Vlaams in de jongere generatie bewust uitgewist in overeenstemming met de Franse onderwijspolitiek, en paradoxaal genoeg geeft dat ruimte voor het leren van Nederlands als tweede taal, maar dan uitdrukkelijk als een 'vreemde taal' naast bijvoorbeeld Engels en Duits. Daarnaast werd in 2008 een begin gemaakt met onderwijs in het Frans-Vlaams. Het Franse ministerie van Onderwijs heeft in 2008 in een vijftal lagere en middelbare scholen (collèges) een 5-jarig experiment ingesteld. Dit experiment is daarna diverse malen verlengd totdat het experiment in 2019 is beëindigd. Wel zijn een aantal niet-openbare scholen en middelbare scholen hierna doorgegaan met het onderwijs van het Frans-Vlaams. Op 16 december 2021 heeft het Franse ministerie van Onderwijs middels een omzendbrief bekendgemaakt dat het Frans-Vlaams en het Picardisch zijn ingeschreven als erkende streektalen en dat deze onderwezen mogen worden op de scholen in de regio.

## Regressie en repressie van het Vlaams

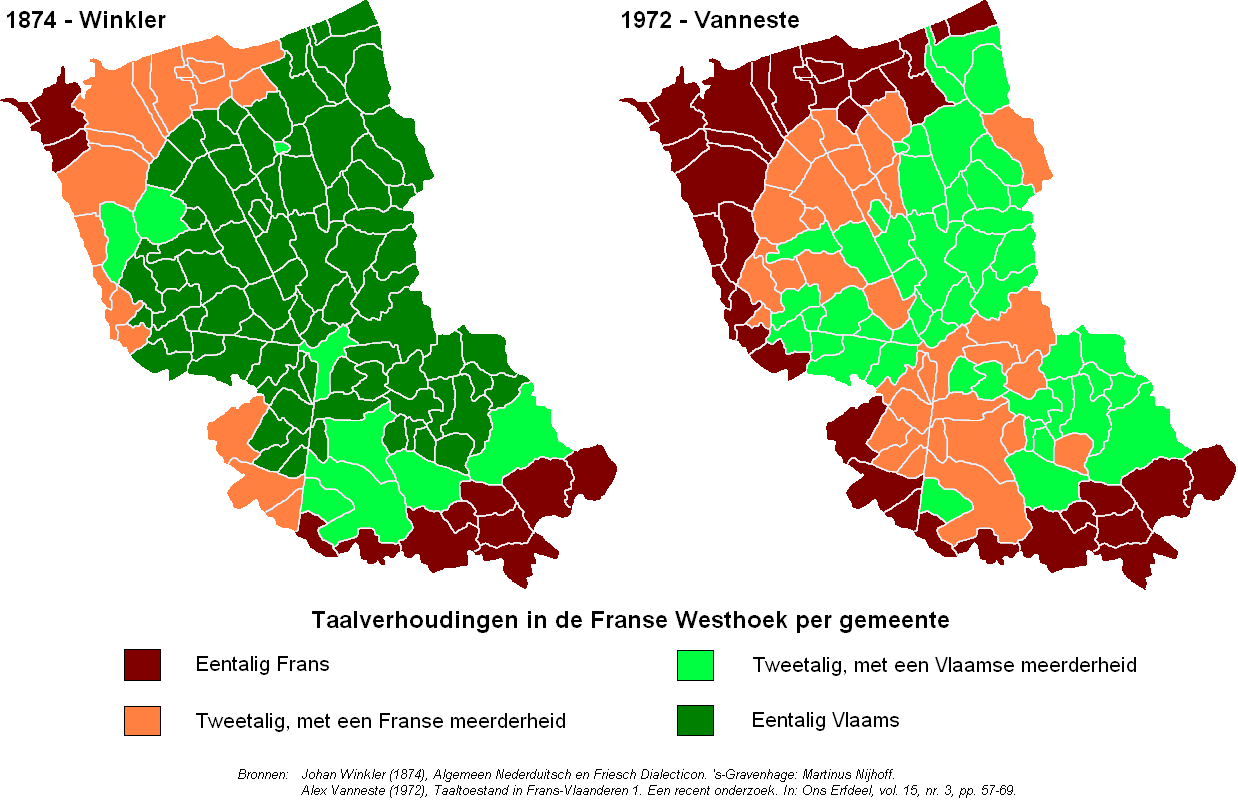
Taalverhoudingen in de Franse Westhoek in 1874 en 1972

In de vroege middeleeuwen liep de Germaans-Romaanse taalgrens zuidelijker, zoals in het bovenstaande kaartje te zien is, namelijk vanaf de monding van de Kwinte tot net boven Rijsel. Dit gebied omvatte ongeveer ook het huidige departement Pas-de-Calais (Nauw van Calais) (het vroegere Artesië). In een proces van vele eeuwen is het Nederlands (Vlaams) in deze streken teruggedrongen ten gunste van de regionale variëteit van het Romaans, het Picardisch. Ook het resterende Frans-Vlaams vertoont heel wat Picardische invloeden.
In 1668 en 1678 werd de Westhoek etappegewijs door Frankrijk veroverd en ingelijfd. In 1684 verbood Parijs het Vlaams nog als bestuurstaal te gebruiken maar in de praktijk duurde het een eeuw, tot aan de Franse Revolutie, voordat dit verbod effectief werd nageleefd. Vooral de kerk heeft zich tegen Frans preken en onderwijs verzet maar zij moest in 1794 haar gezag afstaan. Na de Napoleontische tijd zou ze dat weer terugkrijgen, tot 1833 toen het Vlaams terug werd verboden, een verbod waaraan veel dorpsgeestelijken zich om didactische redenen meenden te moeten onttrekken in de catechismuslessen die zij op de scholen mochten geven. Zo bleef het onderwijs in dat bijzondere lesvak nog enige tijd Vlaams totdat de staat in 1853 opnieuw en definitief een verbod uitvaardigde, nu aangaande alle niet-Franse talen. In 1886 kwam ook het godsdienstonderwijs zelf in de scholen onder een verbod te vallen zodat het voortaan op de pastorieën gegeven moest worden en daarmee buiten wettelijk toezicht bleef. Maar ook voor deze buitenschoolse lessen werd op aandringen van de staat bij het bisdom, een verbod op het gebruik van Vlaams opgelegd. Het werd niet consequent nageleefd en rond 1900 werd in de helft van de dorpen, ondanks strafmaatregelen, in de catechismusles nog van het Vlaams gebruik gemaakt. Deze praktijk overleefde de Eerste Wereldoorlog niet. Het Duits (in dialectvorm het Elzassisch) en het Nederlands (in dialectvorm het Vlaams) werden als Germaanse talen 'traditionnellement hostile' aan de Franse natie verklaard. Gedurende het Interbellum organiseerden taalactivisten, vooral seminaristen, zich in 'cercles flamands' en 'Michiel de Swaenkringen'. Zij gaven enkele, deels in het Nederlands geschreven, volksliteraire tijdschriften uit, als 'Le beffroi de France' en 'Mercure de Flandre'. 'De Vlaemsche Stemme in Vrankrijk' werd in het Frans-Vlaams geredigeerd. Vroeg of laat verdwenen deze weer, maar daarvoor in de plaats kwam, vanuit Vlaanderen gesteund, een intellectueler en politieker medium: 'De Torrewachter'. Politiek zou de taalbeweging in tweeën breken. Na de Duitse bezetting van Frankrijk hief het inmiddels de genoemde kringen of 'cercles' overkoepelende Comité flamand de France zich op, om niet in Duitse handen te vallen en misbruikt te worden. Enkele extreme nationalisten, waaronder de priester Jean-Marie Gantois als bekendste, namen de vlag over en collaboreerden gedurende de oorlogsjaren. In 1946 kwamen zij voor de krijgsraad. Zestien van hen werden veroordeeld wegens landverraad en propaganda voor 'het Duits', althans zo verstond de rechtbank de taal die zijzelf 'Diets' noemden. Inmiddels was het een daad van Frans patriottisme geworden om het Vlaamse dialect niet meer door te geven aan de jongste generatie, zoals dit met het Elzassisch en het Françique aan de grens met Duitsland gebeurde. Zo werd het een taal van de ouderen, en daarmee ging het de weg van het uitsterven. In de jaren vijftig van de twintigste eeuw was nog de helft van de bevolking – geschat 150.000 – in staat om Frans-Vlaams te spreken; begin 2000 zijn daarvan de oudsten – enkele tienduizenden – nog over. Nieuw taalactivisme in de jaren zeventig heeft geen nieuwe opleving gebracht. Daarvoor in de plaats kwamen facultaire Nederlandse taallessen in het middelbaar onderwijs, die de oude, eigen taaltraditie niet voortzetten, maar de contacten over de grens met Belgisch Vlaanderen evenwel bevorderen.
Op de kaarten hierboven is te zien hoe dit proces is verlopen. Aan de periferie ontstonden de eerste eentalig-Franse terreinwinsten, door de ontsluiting van het platteland via de havenaanleg in het noordwesten bij Duinkerke en langs de spoorlijn in het zuidoosten bij de kleine industriestad Armentières. Vanuit deze twee economische polen rukte de tweetaligheid op, waarbij de balans geleidelijk ten gunste van het Frans ging doorslaan, met als gevolg dat anno 1972 geen enkel gebied een Vlaamstalige meerderheidsbevolking bezat.

## Frans-Vlaams woordenboek
Alle Vlaamse dialecten staan onder druk van de standaardtaal. Dat is ook het geval met het Frans-Vlaams, waarin de Franse inslag erg sterk is. Maar door het staatkundig isolement sedert meer dan twee eeuwen heeft het Frans-Vlaams ook veel woorden bewaard die elders al lang verdwenen zijn. Sedert het einde van de twintigste eeuw is de overdracht van de oudere naar jongere sprekers bijna tot stilstand gekomen en dreigt het Frans-Vlaams geheel te verdwijnen.
In 1985 verscheen het Frans-Vlaamse woordenboek van de associatie Tegaere Toegaen. Het Davidsfonds gaf in 2005 het Woordenboek van het Frans-Vlaams van Cyriel Moeyaert en Frans Debrabandere uit. In 2018 is het door de Akademie voor Nuuze Vlaemsche Taele uitgegeven Grooten Woordenboek van ‘t West-Vlamsch in Frankryk verschenen. Dit woordenboek is met 12.300 Vlaamse woorden en meer dan 5.500 toelichtingen het meest uitgebreid. Naast oudere woorden zijn er ook nieuwe woorden in opgenomen voor moderne begrippen en zaken. Voor de spelling zijn de spellingvoorschriften van de ANVT gevolgd.

## Woordenlijst
Voorbeelden uit de Frans-Vlaamse woordenschat:
- een lytje = een beetje
- d'elde = het tijdperk
- beien = wachten
- beuzelen = vals spelen
- zeuren = vals spelen
- lofting = tuin
- 't kolhof = de groentetuin
- aendeloebe = eend
- dam = een kleine brug tussen de baan en het veld
- rik = rug
- bezien = trachten
- vry = mooi
- boos = slim
- droef = boos
- kokkemaere = nachtmerrie (Picardisch: cauquemar; Frans: cauchemar)
- klinkebelle = belletje
- de leuringe van den avend = avondschemering
- zoeteboomtei = zoethoutthee
- kavermyne = kamille
- tullepooize = tulp
- kaffiemuuzel = stoffen koffiefilterzak
- versprinkelen = nieuwe laddersporten aanbrengen
- pylepoelepantjes = paarden in een raadsel
- kanneboetaaie = fles van een liter
- piepebontje = lieveheersbeestje
- pypouw = lieveheersbeestje
- klinkegat = gat waardoor het klinksnoer komt
- pit = (graf)put
- poelkot = kippenhok (Frans: poule = kip)
- sjoers = schouders
- styf = heel, zeer
- verkeien = keihard worden
- voorste plekke = (mooiste) voorkamer van een huis
- zwak = flink